# Cephea cephea
Cephea cephea és una espècie de medusa de la classe dels escifozous.

Es tracta d'una medusa gran, carnosa i forma variable translúcida. Es compon d'un disc blau superat per un òrgan de vegades rosat o porpra amb unes trenta ampolles, oposat a un braç oral curt i carnós proveït d'excrescències en forma de coliflor (de vegades marró o taronja), de la qual descendeixen filaments fins, senzills i translúcids.

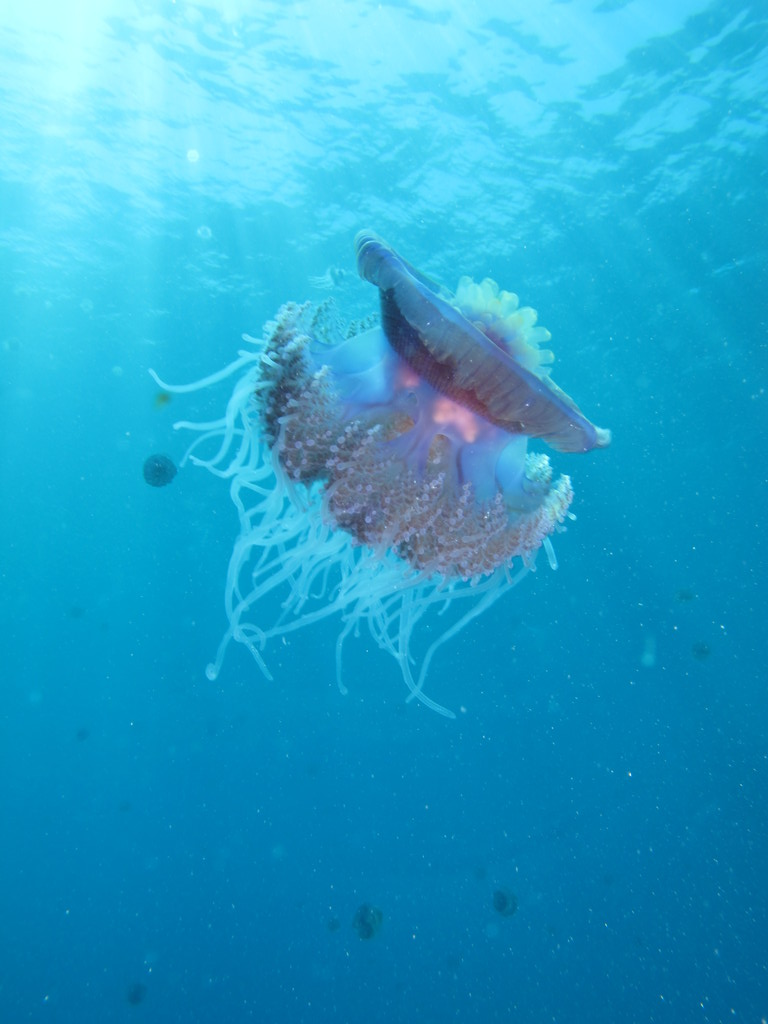
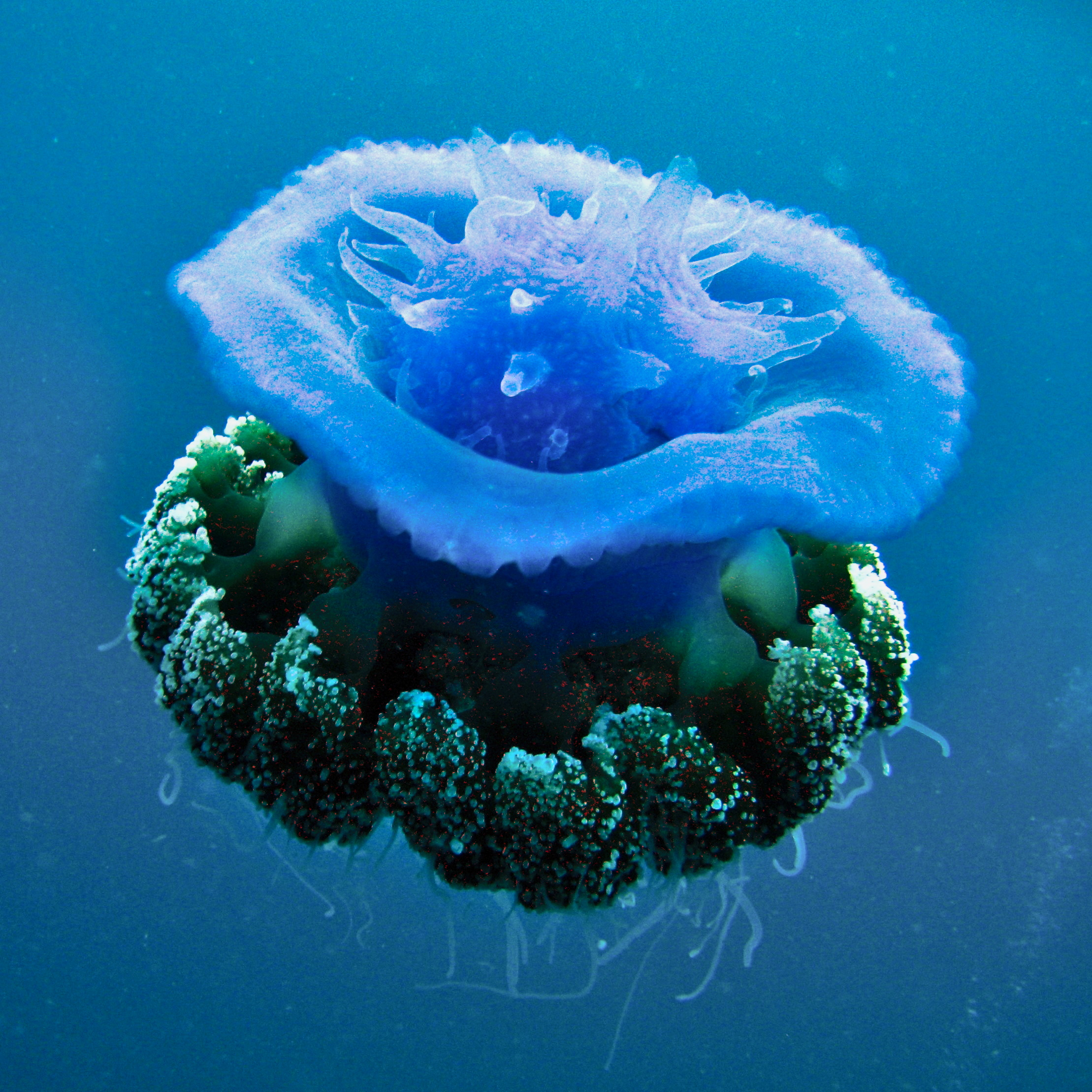
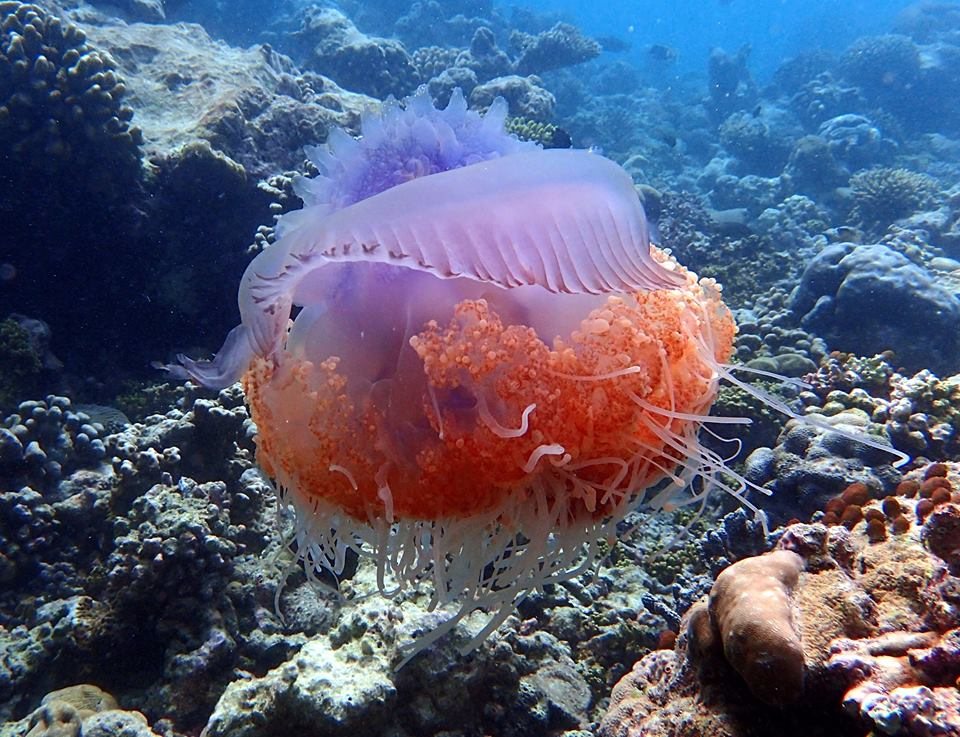

Aquesta espècie es troba de la superfície a diverses desenes de metres de profunditat a tot l'oceà Indo-Pacífic tropical, de la Mar Vermella a les Tuamotu.